# Мартини, Франческо де
Франче́ско де Марти́ни (итал. Francesco de Martini; 1903—1980) — итальянский офицер, танкист, разведчик, участник Второй мировой войны. Кавалер высшей награды Италии за подвиг на поле боя — золотой медали «За воинскую доблесть».

## Биография
Родился в 1903 году в Дамаске, Сирия.
В 1927 году участвовал в миссии герцога Абруцци, который вручил королю Эфиопии первый танк Fiat 3000, подаренный правительством Италии в знак дружбы. Работал инструктором и консультантом, в 1932 году участвовал в срыве покушения на наследного принца Хайле Селассие I (рас Тэфэри Мэконнын).
Старший сержант Франческо де Мартини — участник Второй итало-эфиопской войны. Награждён серебряной медалью «За воинскую доблесть». Участник Итало-албанской войны (1940).
В годы Второй мировой войны капитан Королевской итальянской военно-информационной службы Франческо де Мартини воевал на восточно-африканском фронте (1940—1942). После сдачи Гондэра в ноябре 1941 года ушёл в горы и принял активное участие в итальянской партизанской войне в Эфиопии. В январе 1942 года взорвал склад боеприпасов в Массауа (Эритрея), был схвачен, однако ему удалось бежать в Йемен. Организовал группу из эритрейских моряков, действовавших на небольших лодках («доу»), которые отслеживали действия британского флота в Красном море и передавали сведения в Рим с помощью радио.
В августе 1942 года был пленён во время очередной диверсионной акции в Эритрее. В 1946 году вернулся в Италию. После войны награждён золотой медалью «За воинскую доблесть».
Бригадный генерал (1962). Умер в 1980 году.

## Награды
- Золотая медаль «За воинскую доблесть»
- Серебряная медаль «За воинскую доблесть»
- Бронзовая медаль «За воинскую доблесть»
- Кавалер Военного ордена Италии (16 июля 1957 года)[4]
- Офицер ордена Святых Маврикия и Лазаря
- Офицер ордена Короны Италии
- Офицер Колониального ордена Звезды Италии
- Офицер ордена «За заслуги перед Итальянской Республикой»
- Крест «За боевые заслуги» III степени
- Медаль военной кампании в Африке
- Медаль экспедиции в Албанию
- Медаль военных операций в Восточной Африке